# Limită legală de viteză
În cadrul legislației rutiere a unei țări, limita legală de viteză este viteza maximă pe care o poate înregistra un vehicul pe un anumit tip de drum, astfel încât să fie asigurată siguranța circulației.

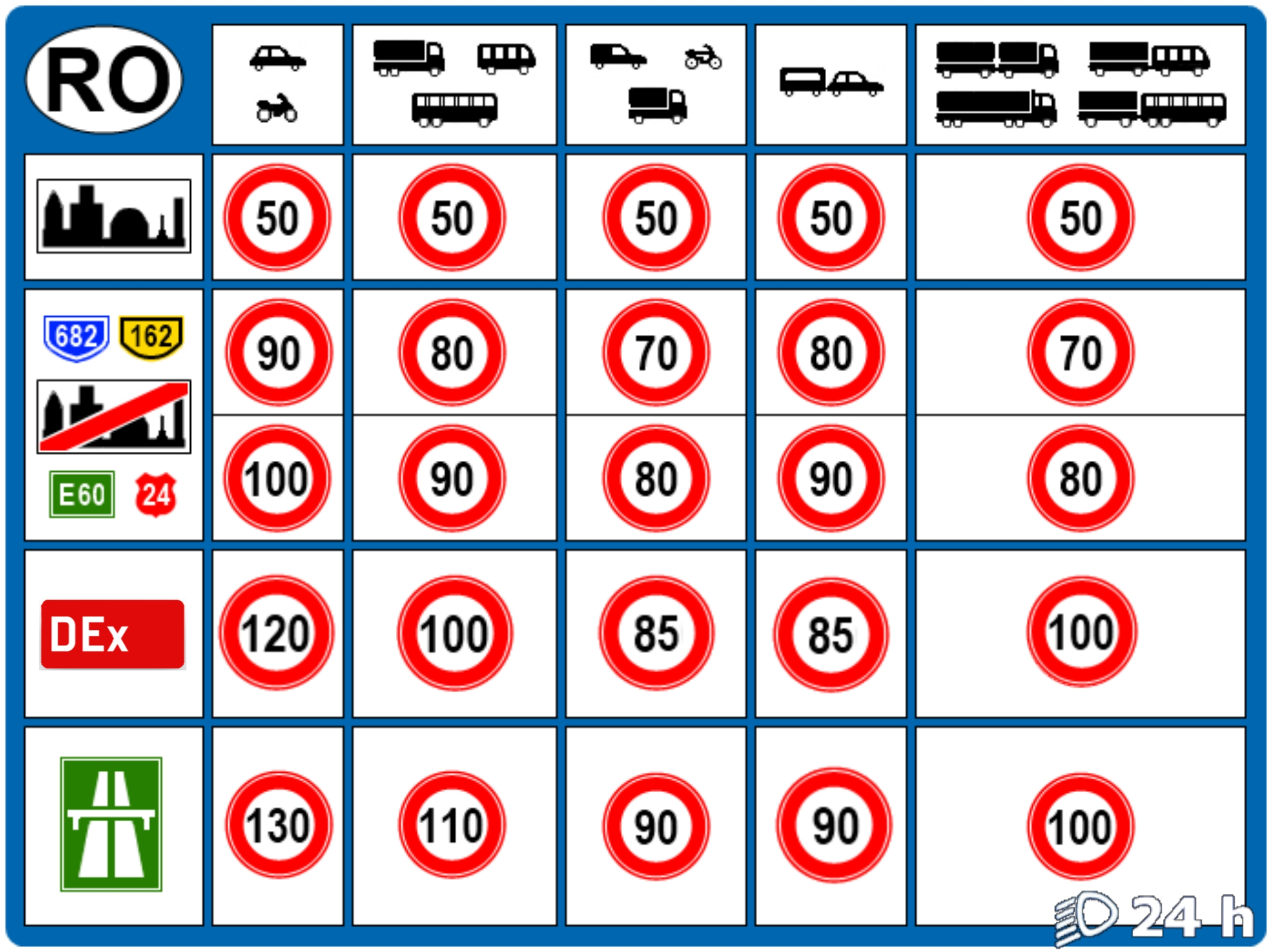
tabel cu limitele de viteză în România pentru toate categoriile de permis, iulie 2023

În România, limita de viteză pentru categoriile B și A este prevăzută în codul rutier din 2023 astfel:
- în localități: 50 km/h;
- în afara localităților:
  - pe autostrăzi: 130 km/h;
  - pe drumurile expres: 120 km/h;
  - pe drumurile naționale europene (E): 100 km/h;
  - pe celelalte categorii de drumuri: 90 km/h.

Viteza maximă admisă în afara localităților pentru autovehiculele ai căror conducători au mai puțin de un an practică de conducere sau pentru persoanele care efectuează pregătirea practică în vederea obținerii permisului de conducere este cu 20 km/h mai mică decât viteza maximă admisă pentru categoria din care fac parte autovehiculele conduse.